# AIDA
AIDA (акронім від англ. Attention, Interest, Desire, Action / увага, інтерес, бажання, дія) — маркетинговий термін для позначення моделі споживацької поведінки. Описує послідовність його реакцій, що призводять до прийняття рішення про придбання товару або послуги.
По суті, те саме, що і AIDMA (англ. Attention, Interest, Desire, Motivation Action).
Найбільше використовується в відео-рекламі.